# François Couperin
 Der er for få eller ingen kildehenvisninger i denne artikel, hvilket er et problem. Du kan hjælpe ved at angive troværdige kilder til de påstande, som fremføres i artiklen.

François Couperin (10. november 1668 – 12. september 1733) var en fransk komponist.
Han var det berømteste medlem af en stor fransk musikerfamilie. 
Han blev organist hos Ludvig 14. af Frankrig og blev berømt både som komponist og cembalist.
Han har gjort sin største indsats på cembalo- og kammermusikkens område, men også hans kirkemusik hører til tidens bedste.
Komponisten Louis Couperin var hans onkel.
François Couperin har bl.a. skrevet: 220 solostykker for cembalo samlet i 27 Ordres (suiter), 42 orgelstykker, Concerts Royaux, Les goûts réunis, Apothéose de Corelli og Apothéose de Lully, Leçons de ténèbres, 
Jeremias klagesang. Audite omnes et expavescite.

## Diskografi
- François Couperin, l’œuvre intégrale pour orgue / François Couperin, Komplette orgelværker.  Marina Tchebourkina – Orgel af Kongelige kapel, Versailles. CD I-II. — Natives Éditions, 2005. (EAN 13 : 3760075340063)